# Громада українців у Японії «Краяни»
«Краяни» — неприбуткова офіційна організація українців, що проживають у Японії, зареєстрована офіційно в місті Токіо як Асоціація дружби Японія-Україна НПО «Краяни».
На початку організація «Краяни» була заснована Дмитром та Наталею Ковальовими як електронна поштова розсилка 3 березня 2000 року. Пізніше були також засновані інтерактивний вебмайданчик та група у Фейсбук. Протягом довгого часу організація не мала офіційної структури, формального членства чи керівних органів, основною метою ставиться згуртування українців, що проживають поза межами України. «Краяни» переважно віртуальна (online) спільнота, хоча поза мережеві (offline) заходи Краян організовуються завдяки online спілкуванню.
На початку Краяни, через невелику кількість українців в Японії й невелику кількість учасників групи мали низьку активність. Пожвавлення як online, так і offline роботи було викликане подіями Помаранчевої революції в Україні, з появою групи «Краяни» у мережі Фейсбук (приблизно з 2009 року) кількість учасників та активність групи зросли. 
З березня 2021 року громада «Краяни» офіційно зареєстрована урядом Токіо, як неприбуткова організація Асоціація дружби Японія-Україна НПО «Краяни». 

## Кількість учасників
Офіційної реєстрації учасників групою не ведеться. Кількість учасників можна приблизно оцінити за кількістю учасників поштової розсилки та групи у Фейсбук.
- На час написання листа прем'єр-міністру Японії під час Помаранчевої революції поштова розсилка налічувала близько 50-60 адрес. Під листом поставили підписи 52 людей.
- Станом на 29 вересня 2013 року 106 поштових адрес та 123 учасники групи у Фейсбук. 
  - 2014.10.21 – 276 учасників групи, 429 вподобань сторінки спільноти у Фейсбук
  - 2018.01.18 – 645 учасників групи, 2473 вподобань сторінки спільноти у Фейсбук
  - 2020.12.07 – 798 учасників групи у Фейсбук.

## Інтернет-ресурси
- Перша українська сторінка в інтернеті Японії «Львів–Київ–Токіо»[4], заснована приблизно у 1997–1998 роках. Сторінка існувала у неінтерактивному режимі приблизно до 2000 року. Пізніше на базі статичної сторінки була створена домашня інтерактивна сторінка групи «Краяни» (kraiany.sytes.net)
- Поштова розсилка «Краяни»[1] на Yahoo Groups, заснована 3 березня 2000 року.
- Група «Краяни» у Фейсбук[2], заснована приблизно з 2009 року, з 2013 року закрита група, станом на січень 2018 року налічує 645 учасників.
- Сторінка Українці в Японії «Краяни»[5] у Фейсбук.
- Вебсторінка [Архівовано 13 травня 2021 у Wayback Machine.] громади Краяни.

## Заходи українства в Японії
Перелік деяких заходів, які були організовані групою «Краяни», або в організації яких група брала участь:
- 2001 — Відзначення десятої річниці Незалежності України — підняття на гору Фуджі;
- 2004 — Написання та збір підписів під листом до Прем'єр-міністра Японії з приводу невизнання фальсифікацій під час виборів Президента України у 2004 році під час Помаранчевої революції;
- 2008 — Заснування Місії УПЦ КП в Японії;
- 2009 — Заснування та підтримка Української школи «Джерельце»;
- 2013 — Перший Марш у вишиванках у Токіо;
- 2014, 12–13 квітня — Український фестиваль «Молимось за мир в Україні» (м. Кіото);
- 2014, 19 жовтня — Перший український фестиваль у Японії «Український день» (м. Йокогама);
- 2015, 15 листопада — Другий фестиваль «Український день» (м. Йокогама);
- 2015, з 1 по 25 грудня — «Українське Різдво в Йокогамі»;
- 2016, 20 листопада — Третій фестиваль «Український день» — «З Україною в серці», Громадський центр Мінато-ку, Акасака Кумін Центр;
- 2017 — П'ятий щорічний марш у вишиванках у Токіо;
- 2018 — Шостий марш у вишиванках, Токіо;
- 2019, 18–21 листопада — Виставка українського національного одягу з колекції Олени Скрипки.
- 2019, 21–22 грудня — Фестиваль «Українське Різдво», Центр гендерної рівності Лібра, район Мінато, Токіо.

## Марш у вишиванках у Токіо
Перший марш, 2013
Марш у вишиванках, або мегамарш вишиванок в Японії вперше відбувся 28 червня 2013 року, й пройшов у Токіо. Кількість учасників заходу склала понад 60 осіб. Серед учасників були присутні громадяни України, Білорусі, Японії та інших країн. 
Урочиста хода пройшла центральними вулицями району Шібуя, повз площу Хачіко в супроводі поліційного ескорту. Передумови ідеї проведення маршу у вишиванках полягає у все більше популярній у світі сам парад вишиванок, а в Японії – популярність України. Під час маршу у прохожих виникали питання: «Хто це?», та почувши вигуки «Підтримаймо Україну!», все ставало зрозуміло. Під час ходи учасники маршу співали українські пісні, танцювали українського гопака, який в Японії всім відомий, як «Козацький танець».  
Захід було організовано українськими студентами Токійського аграрного університету, які навчаються в Японії, громадським об’єднанням українців «Краяни» та відбувся за підтримки Посольства України в Японії та Місії української православної церкви Київського патріархату в Японії. 
Другий марш, 2014
Другий мегамарш вишиванок у Японії відбувся 28 червня 2014 року також, як і перший – в Токіо.
Парад пройшов центральними районами Токіо – через Ґінза до парку Хібія. У параді взяло участь понад 100 осіб, серед учасників були українці, японці, білоруси, американці та бразилійці.
Наприкінці маршу у центральному парку Токіо Хібія всі учасники виконали Гімн України.

#### Дані Маршів у вишиванках
Зведені дані проведених Маршів у вишиванках у містах Японії починаючи з 2013 року.
| Номер       | Рік  | Місто | Дата      | Район маршу                                          | Кількість учасників | Нотатки |
| ----------- | ---- | ----- | --------- | ---------------------------------------------------- | ------------------- | --- |
| Перший марш | 2013 | Токіо | 28 червня | Шібуя, від парку Ямашіта, площа Хачіко, парк Ямашіта | ~ 70                | |
| Марш №2     | 2014 | Токіо | 28 червня | Ґінза, від парку Мідзутанібаші до парку Хібія        | > 100               | |
| Марш №3     | 2015 | Токіо |           | Ґінза, від парку Мідзутанібаші до парку Хібія        | ~ 150               | |
| Марш №4     | 2016 | Токіо | 22 травня | Ґінза, від парку Мідзутанібаші до парку Хібія        | ~ 150               | |
| Марш №5     | 2017 | Токіо | 20 травня | Ґінза, від парку Мідзутанібаші до парку Хібія        | ~ 200               | - Відео маршу [Архівовано 4 травня 2019 у Wayback Machine.] - Подія у Фейсбук [Архівовано 24 лютого 2019 у Wayback Machine.] |
|             | 2017 | Наґоя | 21 травня | парк Хісаяодорі, площа Південного фонтану            |                     | Подія у Фейсбук [Архівовано 24 лютого 2019 у Wayback Machine.]                                                               |
| Марш №6     | 2018 | Токіо |           | Ґінза, від парку Мідзутанібаші до парку Хібія        | > 200               | Подія у Фейсбук |
| Марш №7     | 2019 | Токіо |           | Ґінза, від парку Мідзутанібаші до парку Хібія        | > 200               | Подія у Фейсбук |

## Українські фестивалі в Японії
«Молимось за мир в Україні» (м. Кіото, 12-13 квітня 2014 р.)
12-13 квітня 2014 року, у Палаці міжнародних культурних обмінів м. Кіото відбувся український фестиваль «Молимось за мир в Україні», який був організований закордонними українцями, що мешкають в регіоні Кансай, Міжнародним фондом м. Кіото, Асоціацією дружби між Кіото та Києвом, а також за сприяння Посольства України в Японії.
У заході взяв участь Посол України Ігор Харченко, який виступив із доповіддю щодо останньої ситуації в Україні, а також дав інтерв'ю представникам місцевих засобів масової інформації.
«Український день» (м. Йокогама, 19 жовтня 2014 р.)
19 жовтня українська громада в Японії організувала та провела Перший Український фестиваль «ウクライナDAY – Український День» у Йокогама, Токіо. На тлі безперервної агресії Росії, наскрізною темою фестивалю була тема єднання заради миру в Україні.
Український фестиваль відвідало близько 500 мешканців Японії: українці, японці, росіяни, французи, індійці, представники інших національностей. З вітальним словом до учасників та гостей фестивалю звернувся Надзвичайний і Повноважний Посол України в Японії Ігор Харченко . В культурній програмі були майстер-класи виготовлення писанки та ляльки-мотанки, розучування української пісні та танцю, лекції про українську культуру, мову та традиції, відео, слайдшоу та експозиція фото з краєвидами мальовничих куточків України. Відвідувачі також вчилися азам української мови — усі охочі мали змогу дізнатися про українську абетку та написання своїх імен українською. Завершилося свято святковим концертом за участі бандуристки Катерина Ґудзій, учнів української школи «Джерельце» (м. Токіо), інтернаціонального ансамблю фольклорної музики «Tama Linda».
. Кошти, зібрані від проведення класів, продажу українських сувенірів та української кухні передано на допомогу пораненим в АТО.
Другий фестиваль «Український день» (м. Йокогама, 15 листопада 2015 р.)
Другий фестиваль «Український день» відбувся 15 листопада у місті Йокогама, недалеко від станції Шін-Йокогама. На другому фестивалі також були представлені українська кухня, куточки та майстер-класи українських традиційних мересел (писанки, мотанки), дитячий куточок та великий концерт. 
«Українське Різдво в Йокогамі» (з 1 по 25 грудня 2015 р.)
Вперше в Японії було представлене Різдво з України. Колишній будинок Дипломата, збудований 1910 року, який на теперішній час є музеєм, було прикрашено на майже місяць українськими Різдвяними атрибутами. 19 грудня на сходах біля музею відбувся концерт. Учні та батьки української школи «Джерельце» представили японським глядачам українські колядки та щедрівки.
Третій фестиваль «Український день» (2016 р.)
Третій фестиваль циклу «Український день» пройшов 20 листопада 2016 року під гаслом «З Україною в серці». На відміну від перших двох фестивалів, цей фестиваль відбувся у м. Токіо у Громадському центрі району Мінато-ку.
Організацію та виступи взяли на себе учні та батьки школи «Джерельце», на фестивалі виступала солістка Токійської опери Фудзівара та бандуристка Оксана Степанюк, український гурт «Дві скрипки» за участі джазового тріо Наталі Лєбєдєвої.
Фестиваль «Українське Різдво» (2019 р.)
21-22 грудня 2019 року у центрі гендерної рівності «Лібра» району Мінато-ку (м. Токіо) відбувся фестиваль «Українське Різдво». Організаторами фестивалю стали переважно учні, батьки та вчителі школи «Джерельце», яка зареєстрована при центрі Лібра. У програмі фестивалю – майстер-класи з українських традиційних ремесел (вибійки, вишивки, розпис Миколайчиків, різдвяного павука, розпису Новорічних листівок та виготовлення прикрас на ялинку). «Краяни» разом із «Джерельцем» відтворили на сцені святкування українського Різдва – з колядками та водінням кози.